# نبات هيدنورا أفريكانا
نبات هيدنورا أفريكانا هي واحدة من أكثر النباتات الغريبة المظهر في القارة الأفريقية. هيدنورا افريكانا نبات طفيلي على أنواع من جنس الفربيون. لديها مظهر غير عادي حيث لا يمكن لاحد ان يقول ابدا انها نبات.
تبدو مشابهة إلى حد مذهل الفطريات وتتميز عن الفطريات فقط عندما تتفتح الزهرة انها تظهر بلا اوراق تماما، خالية من الكلوروفيل والبني والرمادي. كما الاعمار، ومحطة تحول الرمادي الداكن إلى الاسود.
براعم هذه الزهور تحت الارض ويصل ارتفاعها إلى نحو 100-150 مم. زهرة كروية، لونها بني من الخارج وبرتقالي في الداخل، سميكة، سمينة، غلاف الزهرة فصوص، تنصهر في بداية ولكن في وقت لاحق يمزق عموديا. تغطي السطح المكشوف لغلاف الزهرة فصوص من العديد من الشعيرات القوية البنية.
هذه الزهرة عبارة عن مصيدة تصطاد بها النبتة فرائسها من الخنافس من خلال إطلاق رائحة كريهة تقوم بجذب الخنافس إليها!، وهي تتخذ هذا الشكل لكي تصطاد الحشرات.

## أماكن تواجدها
وجد نبتة هيدنورا أفريكانا في بعض المناطق الصحراوية في أفريقيا وخصوصا في جنوب أفريقيا والمناطق الساحلية الغربية وناميبيا وفي سوازيلاند وبوتسوانا وكوازولو ناتال، اثيوبيا.
وقد صنف هذا النبات ضمن قائمة اغرب عشر نباتات بالعالم.